# الكسندر وولف
الكسندر وولف (بالإنجليزية: Alexander Wolff)‏ هو صحفي أمريكي، ولد في 3 فبراير 1957 في برينستون في الولايات المتحدة.